# Domenico Maggiotto
Domenico Maggiotto o Domenico Fedeli (1713-1794) fue un pintor y grabador italiano del período barroco tardío. 

## Biografía
Domenico Maggiotto era hijo de un barquero de nombre Sebastiano. Se formó en el taller de Giovanni Battista Piazzetta desde los 10 años, convirtiéndose en uno de sus mejores alumnos. Las obras de entre 1730 y 1750 reflejan la expresión artística del maestro Piazzetta, siempre representando figuras, como el Niño con la flauta (c. 1745). La plasticidad de las formas y los efectos del claroscuro son los elementos comunes y recurrentes en las obras de este período.
Casado, fue padre de Francesco Maggiotto, también pintor y profesor en Venecia. En efecto, el 23 de abril de 1738 se casó con Elena Zuliani con quien tuvo a sus hijos Francesco (que también se convirtió en pintor adoptando como apellido el apodo de su padre) y Giuseppe Giovanni. Su esposa murió el 16 de junio de 1777, con apenas 39 años. 
Después de 1754 se mudó de la collación de Santa Ternita a la parroquia de San Giovanni in Bragora, donde él y su hijo Francesco eran miembros de la Cofradía de San Giovanni Battista y donde se dice que su hijo Giovanni se casó. Para esta iglesia creó el lienzo (ahora perdido) La Vergine, l'Eterno, alcuni cherubini e due angeli y restauró el Bautismo de Cristo de Cima da Conegliano. Esta intervención le trajo muchas críticas al artista, aunque hubo numerosos encargos para la restauración de obras de arte.
En 1750 ingresó en el Collegio dei pittori y a partir de 1756 se convirtió en miembro de la Academia veneciana de pintura y escultura, por invitación de Tiepolo, donde ocupó cargos administrativos y también fue profesor.

## Galería

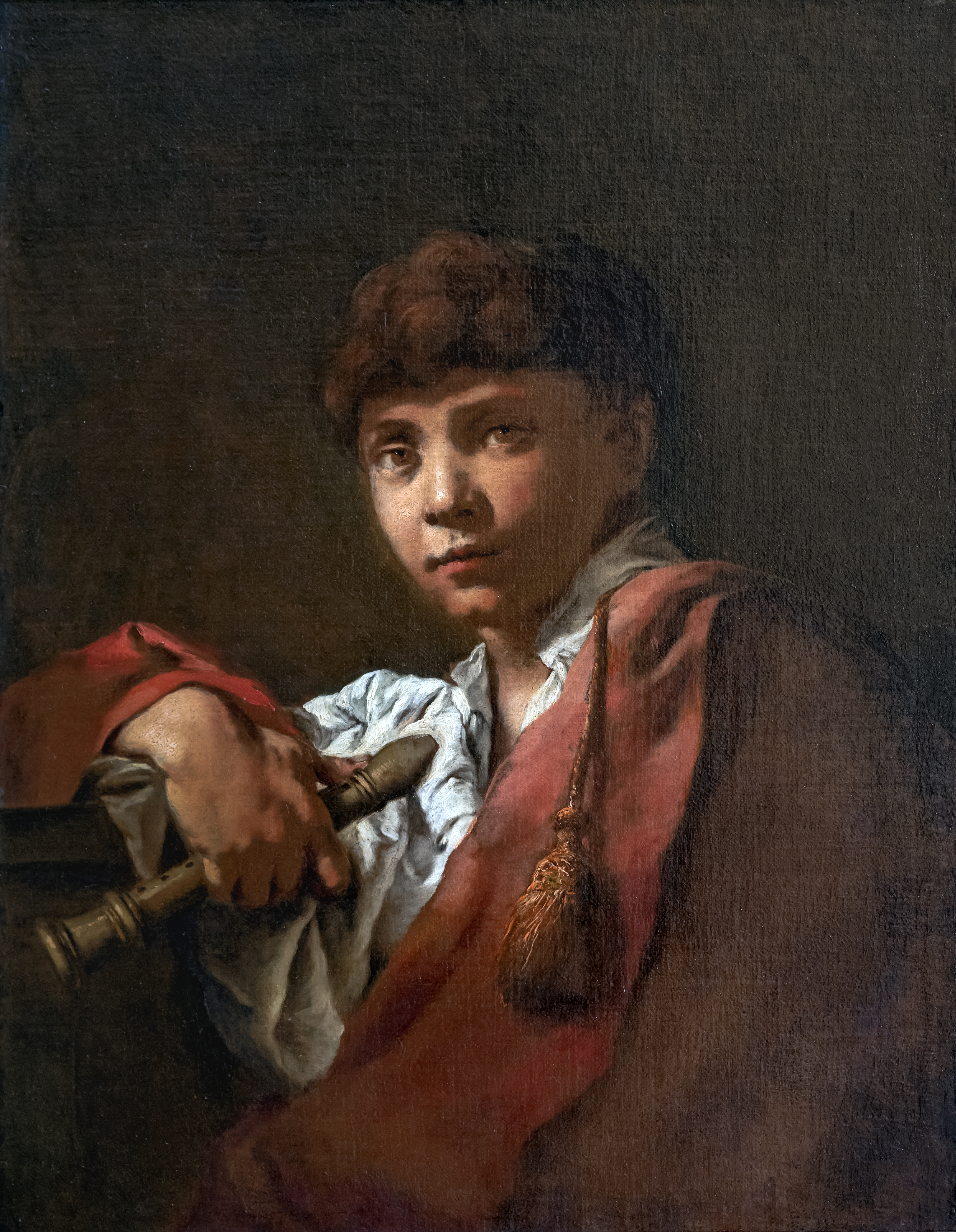
Niño con la flauta, década de 1740, en la colección de Ca' Rezzonico, Venecia.
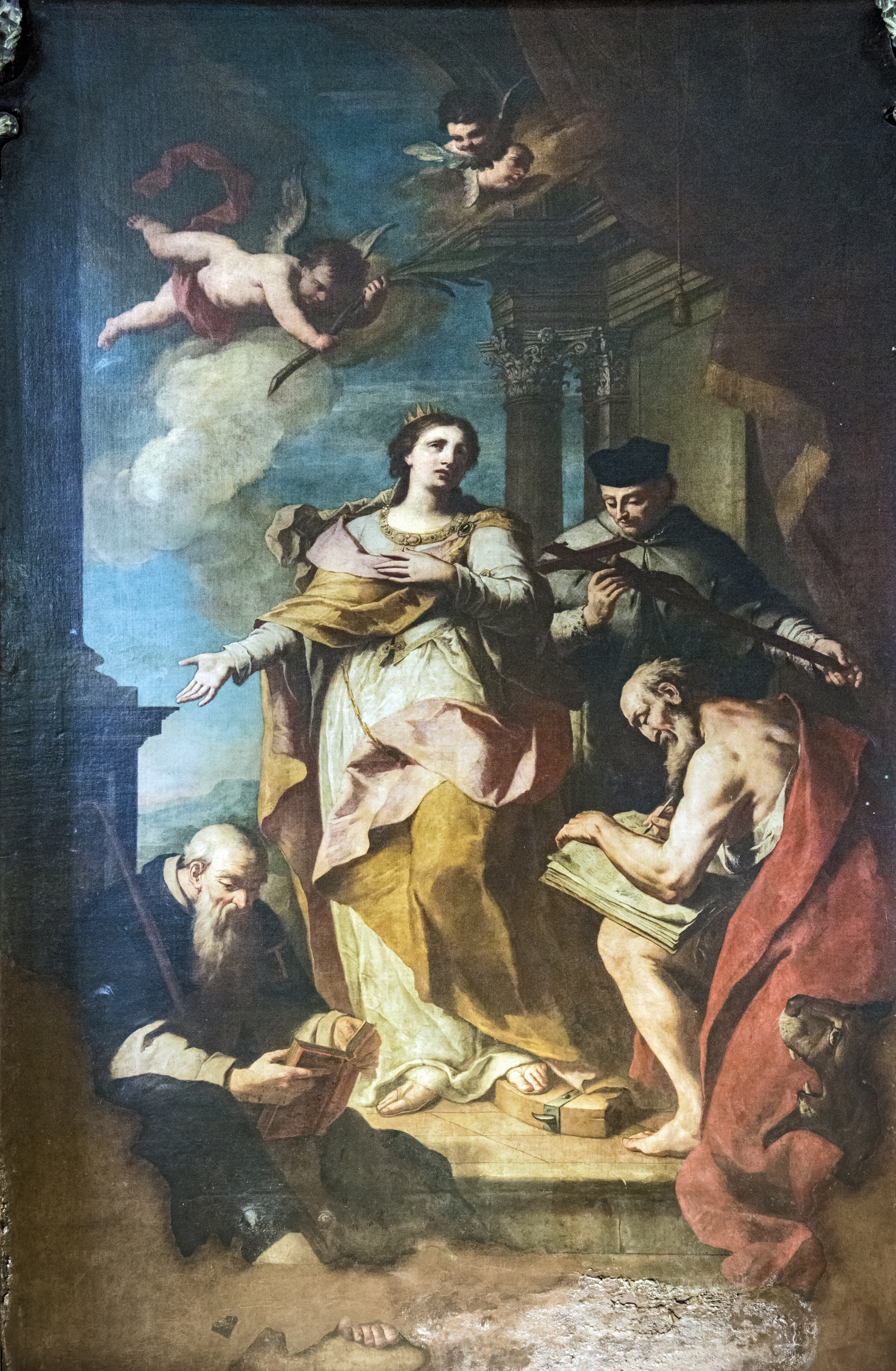
Santa Catalina con santos Jerónimo, Antonio Abad y Juan Nepomuceno (1765). Venecia, iglesia de los Santos Apóstoles.
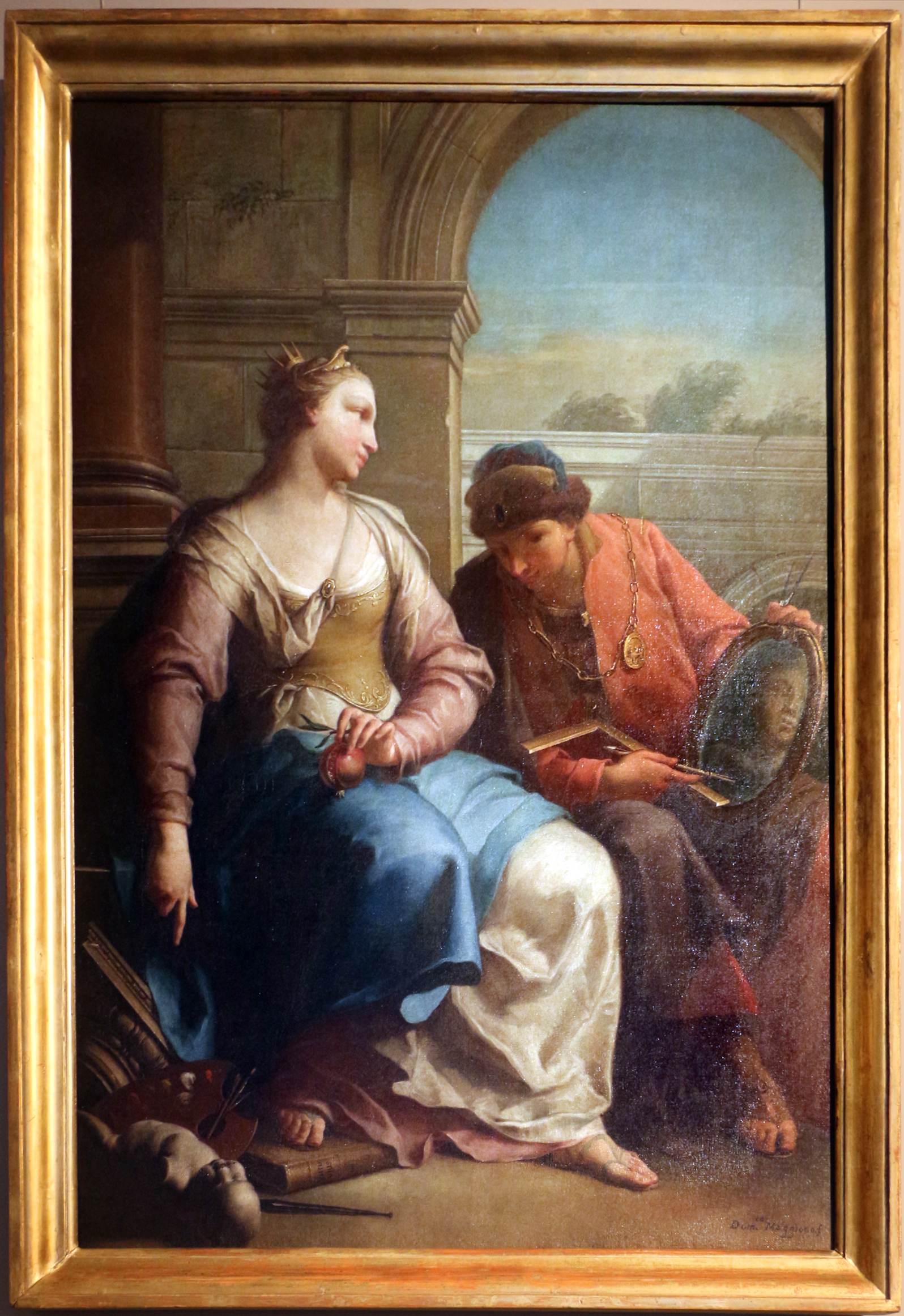
Alegoría de la academia (1762-63 ca.). Venecia, Gallerie dell'Accademia.
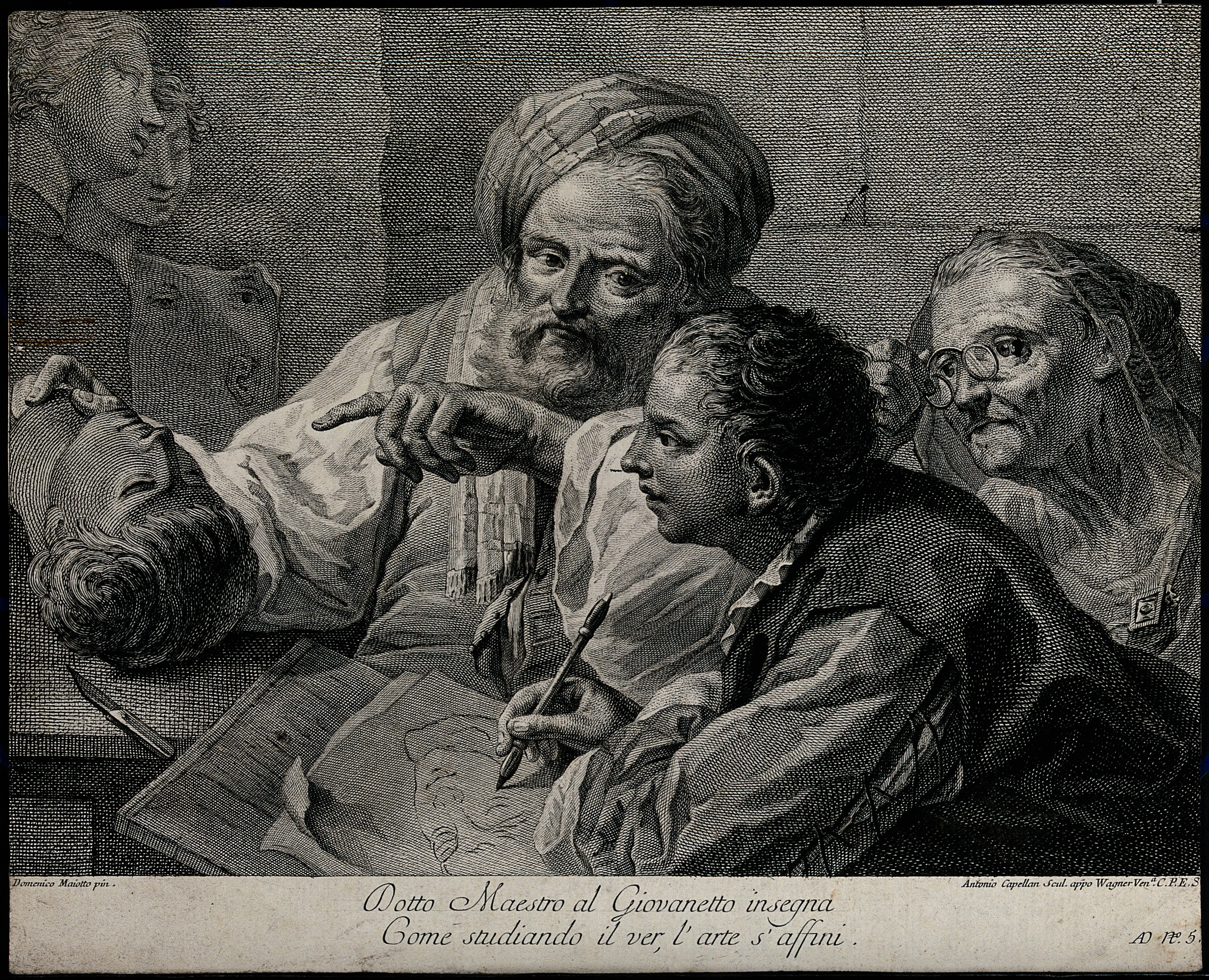
Lección de dibujo, grabado de Antonio Capellan por dibujo de Domenico Maggiotto, editado en la calcografía de Joseph Wagner
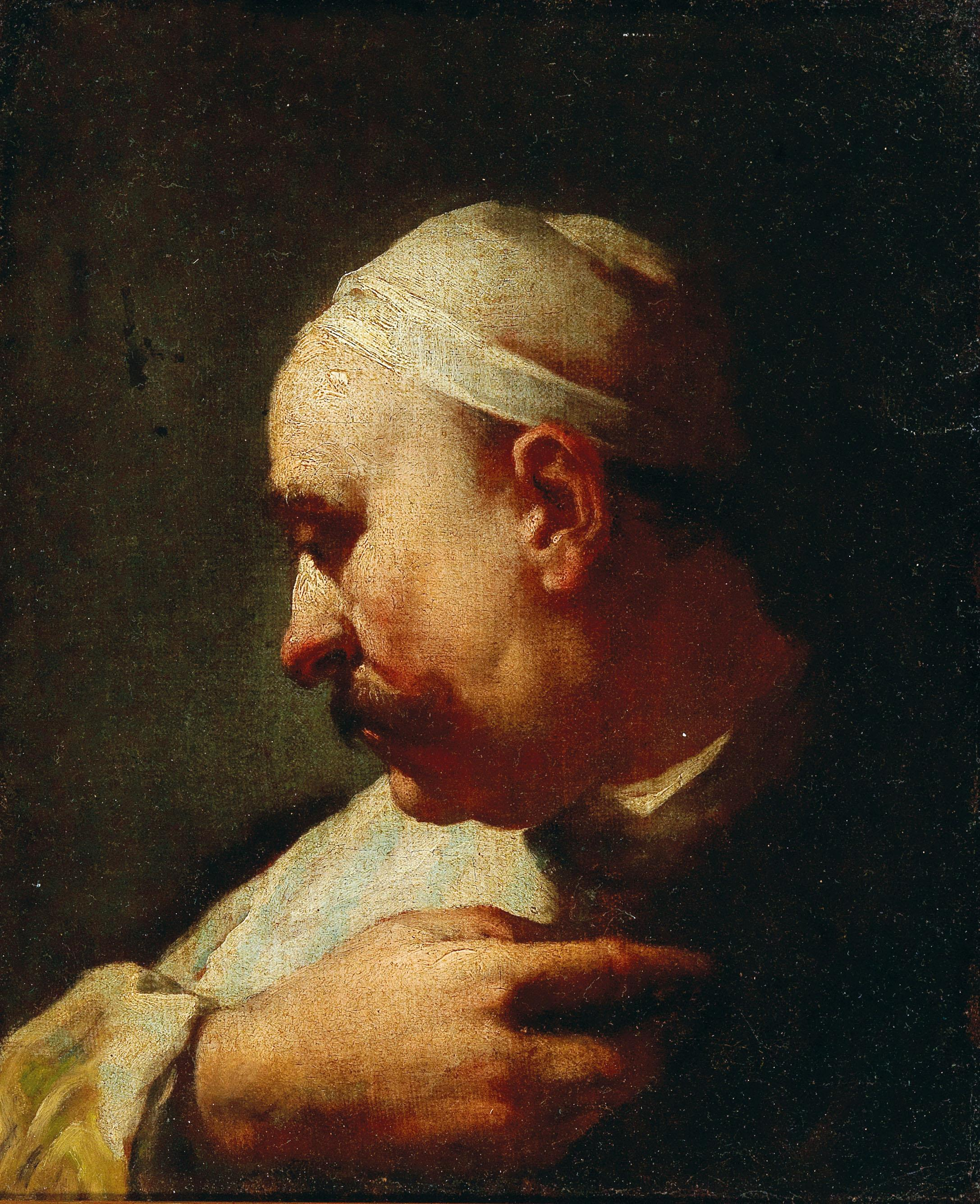
Cabeza de Levantine (c. 1794), Colección privada.